# 1953 en santé et médecine
| Années de la santé et de la médecine : 1950 - 1951 - 1952 - 1953 - 1954 - 1955 - 1956    |
| Décennies de la santé et de la médecine : 1920 - 1930 - 1940 - 1950 - 1960 - 1970 - 1980 |

Cet article présente les faits marquants de l'année 1953 en santé et médecine.

## Événements

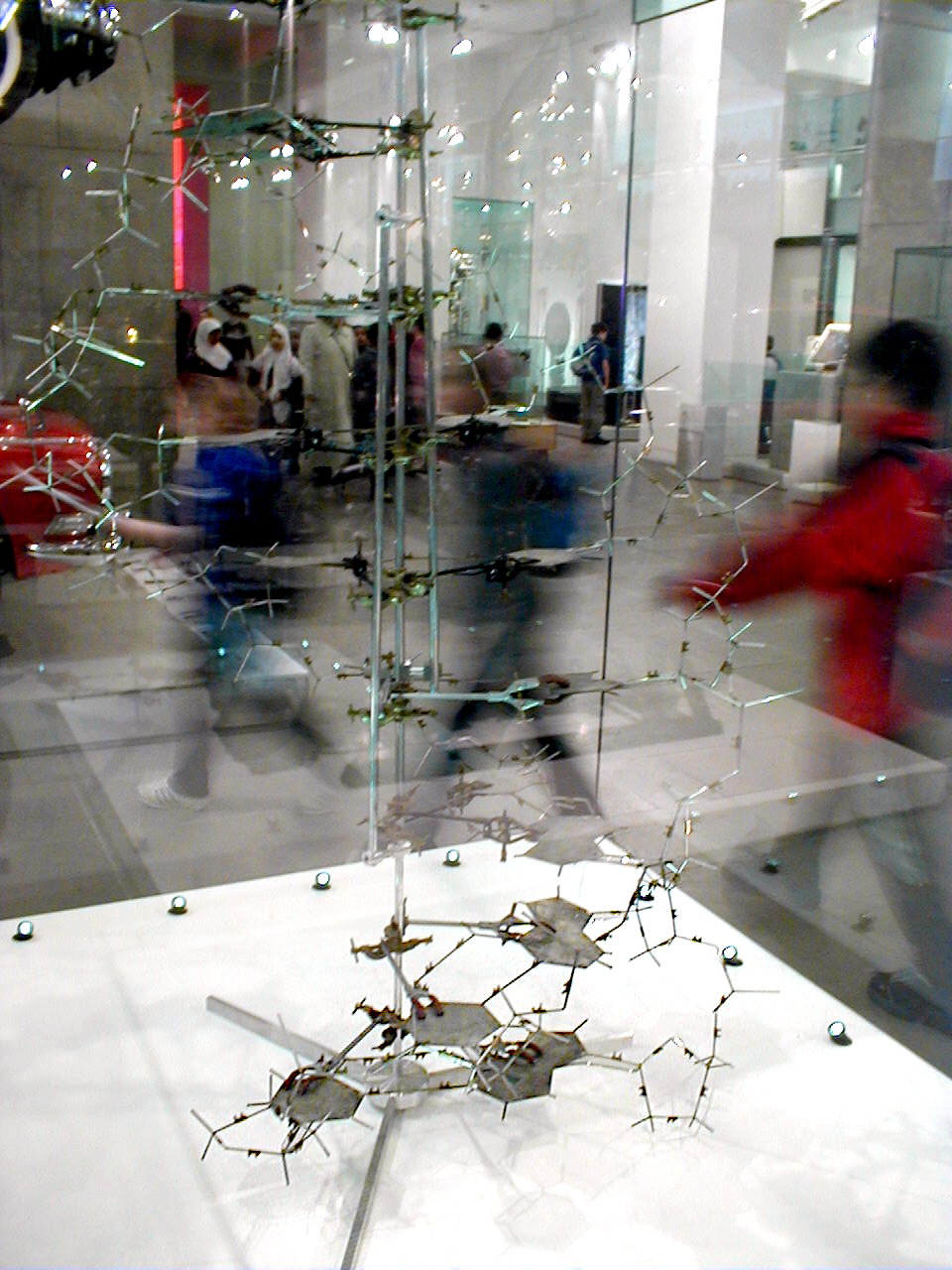
Modèle de l'ADN; construit par Crick et Watson en 1953.

- 27 janvier : mort de Marius Renard, qui avait reçu la première greffe du rein en France (faite par Jean Hamburger).
- 26 mars : le chercheur américain Jonas Salk de l'université de Pittsburgh met au point le premier vaccin contre la poliomyélite.

- 9 octobre : le bactériologiste Jonas Salk annonce l’expérimentation à grande échelle du vaccin contre la poliomyélite par injection d'un virus inactivé.

## Publication
- 25 avril : la première structure en double hélice antiparallèle aujourd'hui reconnue comme modèle correct de l'acide désoxyribonucléique (ADN) a été publiée  dans la revue Nature par deux biologistes, James Watson, un américain, et Francis Crick, un britannique[1].

## Naissances
- 25 juin : Olivier Ameisen (mort en 2013), médecin cardiologue franco-américain.

## Décès
- 30 avril : Alfonso Splendore (it) (né en 1871), médecin, bactériologiste et hygiéniste italien.
- 8 septembre : Robert Kienböck (né en 1871), radiologue autrichien ayant découvert la maladie de Kienböck.
- 3 octobre : Florence Rena Sabin (née en 1871), médecin américaine. Elle est la première femme professeur à la Johns Hopkins School of Medicine, la première élue à l'Académie nationale des sciences aux États-Unis et la première à diriger un département à l'université Rockefeller.